# Cornelis van Spaendonck

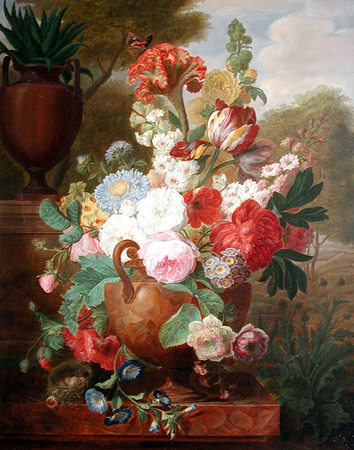
Siemprevivas en una urna por Cornelis van Spaendonck, 1817

Cornelis van Spaendonck (Tilburgo, Países Bajos 7 de diciembre de 1756 - París, Francia, 22 de diciembre de 1839) fue un pintor holandés.
Terminados sus estudios se trasladó a París y trabajó durante mucho tiempo para la manufactura de Sèvres. Como su hermano Gérard, se dedicó principalmente a la pintura de flores y de frutos, habiendo obras suyas en los museos del Louvre y de Lyon.
Sus trabajos son de alta estima, tanto en calidad como en su importe.
- Wikimedia Commons alberga una categoría multimedia sobre Cornelis van Spaendonck.

- Datos: Q5171271
- Multimedia: Cornelis van Spaendonck / Q5171271

- El contenido de este artículo incorpora material del tomo 57 de la Enciclopedia Universal Ilustrada Europeo-Americana (Espasa), cuya publicación fue anterior a 1945, por lo que se encuentra en el dominio público.